# Energía de hidratación
En química, la energía de hidratación (también llamada entalpía de hidratación) es la cantidad de energía liberada cuando un mol de iones es solvatado. La energía de hidratación es uno de los componentes del análisis cuantitativo de la solvatación. Es un caso especial para el agua. El cálculo de la energía de hidratación es uno de los aspectos más difíciles de la predicción estructural. Cuando se disuelve una sal en agua, los cationes y aniones interactúan con el dipolo del agua. La diferencia entre estas interacciones en comparación con las interacciones en un sólido cristalino dan lugar a la energía de hidratación.

## Ejemplos
Si la energía de hidratación es mayor que la energía de red cristalina, entonces la entalpía de la solución es negativa (se libera calor), de lo contrario, es positiva (se absorbe calor).
La energía de hidratación no debe confundirse con la energía de solvatación, la cual es el cambio en la energía libre de Gibbs cuando un soluto en estado gaseoso se disuelve.En este caso, si la energía de solvatación es positiva, el proceso es endergónico, de lo contrario es exergónico.
Un ejemplo de esto es el aumento en la temperatura del agua cuando se disuelve en ella CaCl2 anhidro, como consecuencia de la alta energía de hidratación. Sin embargo, el hexahidrato CaCl2·6H2O se disuelve, la temperatura del agua disminuye. Esto sucede debido a que la energía de hidratación no supera la energía de red cristalina y el exceso debe ser tomado del agua para compensar la pérdida de energía.